# Apollo i Hiacynt (KV 38)
Apollo i Hiacynt, KV 38 (Apollo et Hyacinthus) – opera w trzech aktach. Muzykę skomponował Wolfgang Amadeus Mozart, a libretto napisał Rufinus Widl. Prapremiera dzieła miała miejsce w Salzburgu 13 maja 1767 przed rozdaniem nagród na tamtejszym uniwersytecie.

## Osoby i typ głosu
| Rola                  | Typ głosu | Wykonawca          |
| --------------------- | --------- | ------------------ |
| Oebalus, król         | tenor     | Mathias Stadler    |
| Melia, córka Oebalusa | sopran    | Felix Fuchs        |
| Hiacynt, syn Oebalusa | sopran    | Christian Enzinger |
| Apollon               | kontralt  | Johann Ernst       |
| Zefir                 | kontralt  | Joseph Vonterthon  |
| Kapłan I              | bas       | Joseph Bründl      |
| Kapłan II             | bas       | Jakob Moser        |

## Treść

### Akt I
Podczas gdy król Oebalus czyni przygotowania do złożenia ofiar dla Apolla, a chór wysławia chwałę bóstwa, piorun niszczy ołtarz, a za chwilę zjawia się sam rozgniewany na Zefira Apollo żądający audiencji u króla. Hiacynt, choć domyśla się kto ściągnął gniew boga, będąc przyjacielem Zefira nie chciał jednak zdradzić tajemnicy ojcu.

### Akt II
Zazdrosny o Apollina Zefir zranił śmiertelnie Hiacynta podczas igrzysk, co więcej, obwinia on o to boga. Król, który wcześniej chciał wydać Melię za Apolla, zmuszony jest teraz do wygnania bóstwa, co stwarza szanse dla Zefira, który szybko prosi o rękę Melii. Jednak za swoje niecne czyny zostaje przemieniony w wiatr. Melia nadal jednak nie wierzy usprawiedliwiającemu się Apollinowi.

### Akt III
Hiacynt w ostatniej chwili życia wyznaje imię zabójcy. Król i jego córka proszą zatem boga o wybaczenie. Ten przyjmuje przeprosiny i bierze Melię za żonę, a samego Hiacynta przemienia w kwiat.

## Struktura

### Prologus
- Intrada
- N. 1 Numen o Latonium
- N. 2 Saepe terrent Numina
- N. 3 Jam Pastor Apollo

### Chorus I
- N. 4 Laetari, iocari
- N. 5 En! duos conscipis
- N. 6 Discede crudelis!

### Chorus II
- N. 7 Ut navis in aequore luxuriante
- N. 8 Natus cadit, atque Deus
- N. 9 Tandem post turbida fulmina

## O operze
Tradycje wystawiania łacińskich dramatów na uniwersytecie w Salzburgu tuż przed rozdaniem nagród są stosunkowo długie i sięgają roku 1617. Toteż powierzenie zadania napisania opery w 1767 roku jedenastoletniemu chłopcu było dla Mozarta także pewnym wyróżnieniem, formą docenienia jego wcześniejszych dokonań, nie mógł jednak, jako dziecko, mieć większego wpływu na jakość i treść libretta Rufinusa Widla. Także wszyscy wykonawcy byli starsi od kompozytora. Mozart jednak mógł zacząć kształtować swój warsztat operowy i wzorował się tutaj na takich kompozytorach operowych jak również mieszkaniec Salzburga Johannes Ernst Erblin, a zwłaszcza Johann Christian Bach i inni. Miejscami słychać już przebłyski geniuszu. Natomiast pewnych problemów przysparza libretto. Zefir bowiem w oryginale Owidiusza kocha się w samym Hiacyncie. Widl chcąc uniknąć dwuznaczności i dodając postać Melii, faktycznej ukochanej Apollina, jednak córki Okeanosa, nie Oebalusa, przyczynił się do dwuznaczności jeszcze większej, tę rolę, choć kobiecą, śpiewał bowiem Felix Fuchs.
Opera bywa grana sporadycznie, jako w zasadzie pierwsze dzieło bardzo młodego wówczas Mozarta. W wieku XX została wznowiona w 1932 w Monachium, w 1935 w Salzburgu, a w Polsce w roku 1990 w Warszawskiej Operze Kameralnej.